# HD 203245
HD 203245，又名BD+48 3345，SAO 50713、HR 8161，是一颗恒星，视星等为5.76，位于銀經91.7，銀緯-0.06，其B1900.0坐标为赤經21h 16m 2.2s，赤緯+49° -0.06′ 14″。